# Giro dell'Appennino 2011
Il Giro dell'Appennino 2011, settantaduesima edizione della corsa, si è svolta il 10 aprile 2011, per un percorso totale di 191 km. La vittoria è stata appannaggio dell'italiano Damiano Cunego che ha terminato la gara in 4h27'47".

## Percorso
Eseguito il ritrovo al "Serravalle Designer Outlet", la partenza è stata data da Novi Ligure  di fronte al Museo dei Campionissimi (Costante Girardengo e Fausto Coppi). Dopo il  Passo della Castagnola e la Crocetta d'Orero, la corsa è caratterizzata dalla ascesa del "mitico" Passo della Bocchetta. Dalla sommità mancano 55 km all'arrivo nel corso dei quali sono da affrontare nuovamente il Passo della Castagnola e il Passo dei Giovi rispettivamente a 40 e a 30 km dall'arrivo. Nell'edizione del 2011 del Giro dell'Appennino il traguardo è stato posto a Genova in Via XX Settembre.

## Squadre e corridori partecipanti
| N.    | Cod. | Squadra                       |
| ----- | ---- | ----------------------------- |
| 1-8   | COG  | Colnago-CSF Inox              |
| 11-18 | AND  | Androni Giocattoli            |
| 21-28 | LAM  | Lampre-ISD                    |
| 31-38 | ASA  | Acqua e Sapone                |
| 41-48 | DER  | De Rosa-Ceramica Flaminia     |
| 51-58 | UHC  | UnitedHealthcare Pro Cycling  |
| 61-68 | TT1  | Team Type 1-Sanofi Aventis    |
| 71-78 | ADR  | Adria Mobil                   |
| 81-88 | MIE  | Miche-Guerciotti              |
| 91-98 | CEP  | Colombia es Pasión-Café de C. |

| N.      | Cod. | Squadra                       |
| ------- | ---- | ----------------------------- |
| 101-108 | DAN  | D'Angelo & Antenucci-Nippo    |
| 111-118 | MKT  | Meridiana-Kamen Team          |
| 121-128 | VBG  | Team Vorarlberg               |
| 131-138 | FAR  | Farnese Vini-Neri Sottoli     |
| 141-148 | PYB  | Price Your Bike               |
| 151-158 | WSA  | WSA-Viperbike Kärnten         |
| 161-168 | AMO  | Amore & Vita                  |
| 171-178 | OHT  | Ora Hotels-Carrera            |
| 181-188 | WIT  | Wit Orologi-Ecologia Ambiente |

## Resoconto degli eventi
Nelle prime battute di corsa si formava un copioso gruppo di fuggitivi, diciotto che andranno assottigliandosi con il passare dei Km e lo scollinamento dei primi due Gpm. Sulla Castagnola e sulla Crocetta d'Orero transitava primo Alessandro Bertolini. La corsa ovviamente si decideva sulla Bocchetta, dove il più veloce fu José Rujano che fermava il cronometro a 22'52". Nella successiva discesa si formava un gruppetto di sette ciclisti, tra i quali ben quattro esponenti della squadra della Androni Giocattoli che però, nonostante vari tentativi, non riuscivano ad evitare la volata nella quale Damiano Cunego si imponeva come da pronostico.

## Ordine d'arrivo (Top 10)
| Pos. | Corridore            | Squadra       | Tempo    |
| ---- | -------------------- | ------------- | -------- |
| 1    | Damiano Cunego       | Lampre-ISD    | 4h27'47" |
| 2    | Emanuele Sella       | Androni Gioc. | s.t.     |
| 3    | Luis Laverde         | Colombia      | s.t.     |
| 4    | Jackson Rodríguez    | Androni Gioc. | s.t.     |
| SQ   | Pasquale Muto        | Miche         | s.t.     |
| 5    | José Rujano          | Androni Gioc. | s.t.     |
| 6    | Alessandro De Marchi | Androni Gioc. | s.t.     |
| 7    | Giovanni Visconti    | Farnese Vini  | a 1'15"  |
| 8    | Stefan Schumacher    | Miche         | s.t.     |
| 9    | Ángel Vicioso        | Androni Gioc. | s.t.     |